# Jemma Reekie
Jemma Reekie, född 6 mars 1998, är en brittisk friidrottare som tävlar på medeldistans.

## Karriär
2019 tog Reekie guld på 800 och 1 500 meter vid U23-europamästerskapen i friidrott. Vid inomhusvärldsmästerskapen i friidrott 2024 tog hon silver på 800 meter.